# Redempció (teologia)
La redempció és un concepte essencial en moltes religions, com ara el judaisme, el cristianisme i l'islam. El terme implica que alguna cosa s'ha pagat o comprat, com un esclau que ha estat alliberat mitjançant el pagament d'un rescat.

## Cristianisme
A la teologia cristiana, la redempció (grec: ἀπολύτρωσις) es refereix a l'alliberament dels cristians del pecat i les seves conseqüències. Els cristians creuen que totes les persones neixen en un estat de pecat i de separació de Déu, i que la redempció és una part necessària de la salvació per obtenir la vida eterna. Leon Morris diu que "Pau utilitza el concepte de redempció principalment per parlar del significat salvador de la mort de Crist."
Al Nou Testament, redempció i paraules relacionades s'utilitzen per referir-se tant a l'alliberament del pecat com a la llibertat de la captivitat. En la teologia cristiana, la redempció és una metàfora del que s'aconsegueix mitjançant l'expiació; per tant, hi ha un sentit metafòric en què la mort de Jesús paga el preu d'un rescat, alliberant els cristians de l'esclavitud del pecat i la mort. La majoria de teòlegs i denominacions protestants rebutgen l'argument d'Orígenes que Déu va pagar el preu del rescat de la redempció a Satanàs.
El terme salvació es refereix al procés global de ser salvat, que inclou especialment la redempció però també inclou altres aspectes de la fe cristiana com la santificació i la glorificació.

## Hinduisme
Un concepte similar a la redempció a les religions índies s'anomena prāyaścitta, que no està relacionat amb el sentit teològic del pecat, sinó amb l'expiació i l'alliberament personal de la culpa o el pecat. Tanmateix, l'objectiu final d'un ésser és moksha o l'alliberament del karma, donant lloc al final del cicle de naixement i mort. En assolir moksha, lAtman (jo o ànima) es torna a fusionar amb Paramatma (Déu), com una ona torna a fusionar-se amb l'oceà.

## Jainisme
Com altres religions índies, la redempció està més estretament relacionada amb l'expiació, però també espera l'absolució. El Pratikramana (lit. "introspecció"), és un ritual durant el qual els jainistes es penedeixen (prayaschit) pels seus pecats i activitats no meritòries comeses de manera conscient o inadvertida durant la seva vida diària mitjançant el pensament, la parla o l'acció. En lloc d'una Prayascitta després de perpetrar el pecat, és més una conducta regular, on es recita i es penedeix de totes les formes possibles de malversació, si es pot haver comès, conscientment o accidentalment. Això també és en forma d'ātma-ālocana ("autocrítica") que és fonamental per al jainisme. Vratis i Pratimadharis, inclosos Munis i Aryikas, realitzen Sāmāyika i Pratikramana com a rutina diària essencial.

## Islam
A l'Islam, la redempció s'aconsegueix essent un musulmà i no fer cap acció que es perdi la identificació d'un amb l'Islam, sent de fe sincera (iman) i fent accions virtuoses. Els pecadors musulmans han de recórrer a un Déu misericordiós en penediment i dur a terme altres bones accions, com ara l'oració (salah) i caritat, per a la redempció. En determinats casos, la redempció també està relacionada amb la recerca de perdó de la persona a qui s'ha fet mal pels musulmans, i obtenir el seu perdó a més de buscar el perdó de Déu directament. Com a resultat d'aquesta visió de la redempció, els musulmans han criticat opinions alternatives sobre la redempció, especialment la doctrina cristiana del pecat original.

## Judaisme
A la Torà, la redempció (hebreu ge'ulah) es referia al rescat dels esclaus (Èxode 21:8).